# منصوره (نام)
منصوره نامی زنانه با ریشه عربی به معنی یاری شده و پیروز است.
منصوره می‌تواند به افراد زیر اشاره داشته باشد:
- منصوره اتابکی، متخلص به زهره یکی از شاعران زن معاصر و نوازندهٔ سه‌تار ایرانی
- منصوره اتحادیه، تاریخ‌نگار، نویسنده، ناشر و استاد دانشگاه ایرانی
- منصوره بهکیش، فعال حقوق بشر ایرانی
- منصوره پیرنیا، روزنامه‌نگار، نویسنده و برنامه‌ساز تلویزیون ملی ایران
- منصوره ثابت‌زاده، پژوهشگر ایرانی
- منصوره جوهری، بازیگر سینما و تلویزیون ایران
- منصوره حسینی، نقاش، پیکرساز، و نقاد هنری ایرانی
- منصوره خجسته باقرزاده، همسر سید علی خامنه‌ای
- منصوره رحماندوست، روان‌شناس و کارشناس مسایل خانواده اهل ایران
- منصوره شجاعی، کتابدار سابق، مترجم، فعّال حقوق زنان، نویسنده و پژوهشگر ایرانی
- منصوره شریف‌زاده، نویسنده و مترجم ادبیات بزرگسالان ایرانی
- منصوره شریفی صدر، دیپلمات ایرانی و مدیرکل زنان و حقوق بشر وزارت امور خارجه ایران
- منصوره عزالدین، روزنامه‌نگار و نویسنده اهل مصر
- منصوره قصری، خواننده برجسته سوپرانوی اپرا ایرانی
- منصوره کاتبی، دوبلور ایرانی
- منصوره وحدتی احمدزاده، نویسنده و مترجم ایرانی